# Василий Меркуриев
Василий Василиевич Меркуриев е съветски театрален- и кино актьор, театрален режисьор и педагог. Народен артист на СССР от 1960 г. Лауреат на три Сталински награди II степен през 1947, 1949, 1952 г. В България е известен с ролята на Андрей Петрович във филма „Бъди щастлива, Ани!“.

## Биография
Василий Меркуриев е роден на 6 април 1904 г. в град Остров, Псковска област, Русия в смесеното руско-немско семейство на Василий Илич и Анна Ивановна Гросен. Семейството има шестима синове.

## Филмография
- 1924 – Девятое января – млад работник
- 1935 – Подруги – пощальонът
- 1935 – Инженер Гоф – Стась
- 1936 – История одного машиниста – машинист
- 1936 – Леночка и виноград – учител
- 1936 – Федька – Лука
- 1937 – Возвращение Максима – студент-меншевик
- 1937 – Тайга золотая – стария златотърсач
- 1937 – Волочаевские дни – пияният
- 1938 – Комсомольск – военният представител на строежа
- 1938 – Профессор Мамлок – Краузе
- 1939 – Гость – Василий Васильевич
- 1939 – Патриот – спътникът в спалния вагон
- 1939 – Танкисты – начальник щаба фон Гартен
- 1939 – Член правительства – Сташков
- 1939 – Хирургия – Михайло Измученков
- 1940 – Приятели – Летецът
- 1941 – Песнь о дружбе – тенор
- 1941 – Танкер «Дербент» – боцманът Алексей Петрович Догайло
- 1944 – Морской батальон – пленникът
- 1945 – Небесный тихоход – старши лейтенант Туча
- 1946 – Глинка – Ульянич
- 1946 – Сыновья – Карлис
- 1946 – Клятва – генерал Н. Н. Воронов
- 1947 – Золушка – лесничей, баща на Золушка
- 1948 – Повесть о настоящем человеке – Степан Иванович
- 1949 – Звезда – старшина Аниканов
- 1949 – Сталинградская битва – генерал Н. Н. Воронов
- 1950 – Донецкие шахтёры – Горовой
- 1951 – Незабываемый 1919 год – Бризгалов
- 1952 – Навстречу жизни – Василий Никанорович
- 1952 – Джамбул
- 1953 – Честь товарища – старшина Привалов
- 1954 – Чемпион мира – треньорът Фьодор Иванович
- 1954 – Верные друзья – Василий Василиевич Нестратов, академик по архитектура
- 1954 – Мы с вами где-то встречались – Верхотуров
- 1955 – Двенадцатая ночь – Малволио
- 1955 – Гвоздь программы (късометражен) – Иван Кузмич
- 1956 – На подмостках сцены – Лев Гурич Синичкин
- 1956 – Обыкновенный человек – Ладигин
- 1957 – Летят жерави – Фьодор Иванович
- 1958 – У тихой пристани – Александър Лукич Пушков
- 1958 – День первый
- 1959 – Хора на моста – Иван Денисович Булыгин
- 1959 – Горячая душа – Савчук
- 1960 – Повесть пламенных лет – хирургът Богдановски
- 1960 – Бессонная ночь – Снегирьов
- 1960 – Серёжа – чичо Костя
- 1961 – Бъди щастлива Ани – Андрей Петрович Снегов
- 1961 – Девчонка, с которой я дружил – чичо Коля
- 1961 – С днём рождения – Громов
- 1962 – Черёмушки – Дребедньов
- 1963 – Принимаю бой – Сергей Сергеевич
- 1963 – Полустанок – Павел Павлович, академик
- 1963 – Мамочка и два трутня (късометражен) – посетител на котлетната
- 1965 – Перекличка – Журавлёв
- 1965 – Новогодний календарь (музикален филм)
- 1966 – Не принесёт счастья (късометражен)
- 1967 – Самая высокая…
- 1969 – Дворянское гнездо – Гедеоновский
- 1969 – Экзамен на чин – Ефим Захарович
- 1969 – На всеки километър
- 1970 – Поздний ребёнок – Василий Иванович Нечаев
- 1970 – Семь невест ефрейтора Збруева – Василий Василиевич Лукянов
- 1971 – Прощание с Петербургом – Лейброк
- 1973 – Здесь наш дом – Гаврила Романович Полуектов
- 1973 – Москва – Кассиопея – академик Благовидов
- 1974 – Великий укротитель – бащата на Лена
- 1974 – Верный друг Санчо – дядото на Рита
- 1975 – Ксения, любимая жена Фёдора – началник на отдел кадри
- 1975 – Неожиданность (късометражен) – клиент